# 三重県道629号宮東日永線
三重県道629号宮東日永線（みえけんどう629ごう みやひがしひながせん）は、三重県四日市市を通る一般県道である。

## 概要
四日市市宮東町3丁目から四日市市日永5丁目に至る。
全区間、片側1車線の道路。交通量も多く、JR東海関西本線・伊勢鉄道伊勢線の踏切があるため、結構渋滞しやすい道路である。

### 路線データ
- 起点：四日市市宮東町3丁目（宮東町三丁目交差点、三重県道6号四日市楠鈴鹿線交点）
- 終点：四日市市日永5丁目（日永五南交差点、国道1号交点、三重県道44号宮妻峡線終点）
- 総延長：2,065 m

## 地理

### 通過する自治体
- 四日市市

### 交差する道路
| 交差する道路                 | 交差する場所 | 交差する場所              |
| ---------------------------- | ------------ | ------------------------- |
| 三重県道6号四日市楠鈴鹿線    | 宮東町3丁目  | 宮東町三丁目交差点 / 起点 |
| 国道23号                     | 大字馳出     | 松泉町交差点              |
| 国道1号 三重県道44号宮妻峡線 | 日永5丁目    | 日永五南交差点 / 終点     |

### 交差する鉄道
- 近鉄名古屋線
- 関西本線
- 伊勢鉄道伊勢線

### 沿線
- JR東海関西本線・伊勢鉄道伊勢線 南四日市駅
- 四日市コンビナート群
- イオンタウン四日市泊（旧・パワーシティ四日市）
- 三重県立四日市工業高等学校
- 海星中学校・高等学校